# Młody Paderewski
Młody Paderewski (zapis stylizowany: MŁODY PADEREWSKI) – singel polskiego rapera Maty. Singel został wydany 16 stycznia 2023.
Nagranie otrzymało w Polsce status platynowego singla, przekraczając liczbę 50 tysięcy sprzedanych kopii.

## Geneza utworu i historia wydania
Piosenka została napisana i skomponowana przez Michała Matczaka, Mikołaja Vargasa i Szymona Frackowiaka.
Singel ukazał się w formacie digital download 16 stycznia 2023 w Polsce za pośrednictwem wytwórni płytowej 	
¸¸♬·¯·♩¸¸♪·¯·♫¸¸♫·¯·♪ w dystrybucji e-Muzyka.

## Teledysk
Do utworu powstał teledysk w reżyserii Jakuba Wójcika i Nikodema Marka, który udostępniono w dniu premiery singla za pośrednictwem serwisu YouTube.

## Lista utworów
- Digital download[2]

1. „Młody Paderewski” – 2:10

## Notowania
| Kraj   | Lista (2023)             | Najwyższa pozycja |
| ------ | ------------------------ | ----------------- |
| Polska | Billboard Poland Songs   | 2                 |
| Polska | OLiS – single w streamie | 2                 |

| Kraj   | Lista (2023)             | Pozycja |
| ------ | ------------------------ | ------- |
| Polska | OLiS – single w streamie | 33      |

## Certyfikaty
| Kraj          | Certyfikat      | Sprzedaż |
| ------------- | --------------- | -------- |
| Polska (ZPAV) | platynowa płyta | 50 000+  |